# Jean-Eudes Maurice
Jean-Eudes Maurice   (Alfortville, 21 de juny de 1986) és un futbolista haitià de la dècada de 2010.
Fou internacional amb la selecció d'Haití. Pel que fa a clubs, destacà a Nea Salamis i FC Taraz.